# Vannuccia cargoi
Vannuccia cargoi är en nässeldjursart som först beskrevs av Vargas-Hernandez och Ochoa-Figueroa 1991.  Vannuccia cargoi ingår i släktet Vannuccia och familjen Corymorphidae. Inga underarter finns listade i Catalogue of Life.